# Alleanza 90/I Verdi
Alleanza 90/I Verdi (in tedesco Bündnis 90/Die Grünen) è un partito politico tedesco ambientalista fondato nel 1993 a seguito della confluenza di due distinti soggetti politici:
- Alleanza 90, nato nella Germania Est;
- I Verdi, che si erano affermati nella Germania Ovest.

Aderisce al Partito Verde Europeo e costituisce la formazione ambientalista più forte d'Europa.
Oltre alla promozione di politiche ambientaliste, il partito persegue istanze pacifiste, progressiste e di difesa dei diritti sociali e civili.

## Storia

### I Verdi
Negli anni 1970, in Germania Ovest, vennero fondati I Verdi, che raccolsero ambientalisti e pacifisti che si opponevano all'uso dell'energia nucleare e si battevano per migliorare la qualità della vita nelle grandi città. Nel 1982 la componente più moderata del partito diede vita al Partito Ecologico-Democratico (ÖDP), oggi presente quasi unicamente in Baviera. L'ÖDP contestava le forme di protesta troppo radicali messe in atto dal movimento. I Verdi si andavano, infatti, sempre più impegnando a favore dei diritti degli omosessuali, per forme meno autoritarie di insegnamento e contro opere pubbliche dal forte impatto ambientale.
Il partito riuscirà ad eleggere un deputato in parlamento solo nel 1983. Nel 1987, dopo l'incidente alla centrale nucleare di Černobyl' e la battaglia contro l'abbattimento delle foreste, il partito aumentò considerevolmente le preferenze ottenute, giungendo, alle elezioni parlamentari, all'8,3% dei voti. In questi anni leader del partito sarà Joschka Fischer, che manterrà tale ruolo fino al 2005.

### Alleanza 90
Alleanza 90 era stata fondata nel 1990 dall'incontro di tre gruppi di opposizione al regime comunista:
- Nuovo Forum (Neues Forum), fondato nel 1989 e primo movimento organizzato di opposizione;
- Democrazia ora (Demokratie Jetzt), movimento socialdemocratico contrario ad una riunificazione immediata con la Germania Ovest;
- Iniziativa per la libertà e i diritti umani (Initiative Freiheit und Menschenrechte), fondato nel 1986 come semplice coordinamento tra i pacifisti della Germania orientale.

### Dopo la fusione
Alle elezioni del 1990, dopo la riunificazione con la Germania Ovest, vennero mantenuti due distinte soglie di sbarramento al 5%. I Verdi si allearono con Alleanza '90, un movimento per i diritti civili nella Germania dell'Est. Nella Germania Occidentale, i Verdi, questa volta, non riuscirono a superare lo sbarramento elettorale. Nelle elezioni del 1994, invece, i Verdi ritornarono sopra lo sbarramento, con il 7,4% dei voti.
Alle elezioni del 1998 "A-V" ottenne il 6,75% e 47 deputati. Entrò per la prima volta al governo in una coalizione con il Partito Socialdemocratico di Germania e Joschka Fischer fu nominato ministro degli esteri. Il partito in questi anni si va rafforzando, anche se la partecipazione all'intervento militare in Kosovo provocò la fuoriuscita dei pacifisti più intransigenti.
Nel 2000, il partito ottenne il suo più importante successo con il ministro dell'energia, Jürgen Trittin, che riuscì a far approvare un piano ventennale di riduzione al ricorso all'energia nucleare. Nel 2001, però, il partito vide ben quattro deputati votare contro il proprio governo dopo l'intervento militare in Afghanistan. Ciononostante alle elezioni federali del 2002, i Verdi incrementarono i propri voti, 8,6%, e i propri seggi, 55, e rimasero alla governo con l'SPD. Alle elezioni europee del 2004, il partito riuscì ad eleggere 13 dei 99 seggi assegnati alla Germania.
Alle elezioni federali del 2005 i Verdi hanno avuto una leggerissima flessione, 8,1% dei voti e 51 seggi. Il crollo della SPD e l'affermazione della CDU hanno determinato la nascita di una Große Koalition, poiché né la CDU con i Liberali, né i Socialdemocratici con i Verdi potevano garantire un governo stabile. L'opposizione all'alleanza tra il partito di Angela Merkel e quello socialdemocratico portò a una nuova crescita per gli ambientalisti, saliti al 10,7% alle elezioni federali del 2009 e al 12,1% nelle consultazioni europee dello stesso anno.
Alle elezioni federali del 2013 i Verdi ottengono l'8,4% e 63 seggi, mentre alle elezioni europee del 2014 raggiungono il 10,7% ed ottengono 11 seggi al parlamento europeo. Alle elezioni federali del 2017 i Verdi raccolgono l'8,9% e ottengono 69 seggi.
Con le elezioni europee del 2019, il partito raggiunge il suo massimo storico, raddoppiando i consensi rispetto alle precedenti e ottenendo il 20,5%, con oltre 7 milioni e mezzo di voti e sorpassando così anche l'SPD, partito storicamente egemone nel centrosinistra.

## Struttura

### Presidenti
| Presidente federale | Presidente federale | Presidente federale | Periodo        |
| ------------------- | ------------------- | ------------------- | -------------- |
|                     | Ludger Volmer       | Marianne Birthler   | 1993-1994      |
|                     | Jürgen Trittin      | Krista Sager        | 1994-1996      |
|                     | Jürgen Trittin      | Gunda Röstel        | 1996-1998      |
|                     | Antje Radcke        | Gunda Röstel        | 1998-2000      |
|                     | Fritz Kuhn          | Renate Künast       | 2000-2001      |
|                     | Fritz Kuhn          | Claudia Roth        | 2001-2002      |
|                     | Reinhard Bütikofer  | Angelika Beer       | 2002-2004      |
|                     | Reinhard Bütikofer  | Claudia Roth        | 2004-2008      |
|                     | Cem Özdemir         | Claudia Roth        | 2008-2013      |
|                     | Cem Özdemir         | Simone Peter        | 2013-2018      |
|                     | Robert Habeck       | Annalena Baerbock   | 2018-2022      |
|                     | Omid Nouripour      | Ricarda Lang        | 2022-2024      |
|                     | Felix Banaszak      | Franziska Brantner  | 2024-in carica |

## Risultati elettorali
| Elezione            | Elezione     | Voti      | %       | Seggi     |
| I Verdi             | I Verdi      | I Verdi   | I Verdi | I Verdi   |
| ------------------- | ------------ | --------- | ------- | --------- |
| Europee 1979        | Europee 1979 | 893.683   | 3,21    | 0 / 81    |
| Federali 1980       | I voto       | 732.619   | 1,94    | 0 / 519   |
| Federali 1980       | II voto      | 569.589   | 1,50    | 0 / 519   |
| Federali 1983       | I voto       | 1.609.855 | 4,14    | 28 / 520  |
| Federali 1983       | II voto      | 2.167.431 | 5,57    | 28 / 520  |
| Europee 1984        | Europee 1984 | 2.025.972 | 8,15    | 7 / 81    |
| Federali 1987       | I voto       | 2.649.459 | 7,02    | 44 / 519  |
| Federali 1987       | II voto      | 3.126.256 | 8,26    | 44 / 519  |
| Europee 1989        | Europee 1989 | 2.382.102 | 8,45    | 8 / 81    |
| Federali 1990       | I voto       | 2.037.885 | 4,40    | 0 / 662   |
| Federali 1990       | II voto      | 1.788.200 | 3,85    | 0 / 662   |
| Alleanza 90         |              |           |         |           |
| Federali 1990       | I voto       | 552.027   | 1,19    | 8 / 662   |
| Federali 1990       | II voto      | 559.207   | 1,20    | 8 / 662   |
| Alleanza 90/I Verdi |              |           |         |           |
| Europee 1994        | Europee 1994 | 3.563.268 | 10,06   | 12 / 99   |
| Federali 1994       | I voto       | 3.037.902 | 6,47    | 49 / 672  |
| Federali 1994       | II voto      | 3.424.315 | 7,27    | 49 / 672  |
| Federali 1998       | I voto       | 2.448.162 | 4,98    | 47 / 669  |
| Federali 1998       | II voto      | 3.301.624 | 6,70    | 47 / 669  |
| Europee 1999        | Europee 1999 | 1.741.494 | 6,44    | 7 / 99    |
| Federali 2002       | I voto       | 2.693.794 | 5,63    | 55 / 603  |
| Federali 2002       | II voto      | 4.110.355 | 8,56    | 55 / 603  |
| Europee 2004        | Europee 2004 | 3.079.728 | 11,94   | 13 / 99   |
| Federali 2005       | I voto       | 2.538.913 | 5,38    | 51 / 614  |
| Federali 2005       | II voto      | 3.838.326 | 8,12    | 51 / 614  |
| Europee 2009        | Europee 2009 | 3.194.509 | 12,13   | 14 / 99   |
| Federali 2009       | I voto       | 3.977.125 | 9,20    | 68 / 622  |
| Federali 2009       | II voto      | 4.643.272 | 10,71   | 68 / 622  |
| Federali 2013       | I voto       | 3.180.299 | 7,29    | 63 / 631  |
| Federali 2013       | II voto      | 3.694.057 | 8,45    | 63 / 631  |
| Europee 2014        | Europee 2014 | 3.139.274 | 10,69   | 11 / 96   |
| Federali 2017       | I voto       | 3.717.922 | 8,01    | 67 / 709  |
| Federali 2017       | II voto      | 4.158.400 | 8,94    | 67 / 709  |
| Europee 2019        | Europee 2019 | 7 677 081 | 20,5    | 21 / 96   |
| Federali 2021       | I voto       | 6 469 081 | 14,0    | 118 / 735 |
| Federali 2021       | II voto      | 6 852 206 | 14,8    | 118 / 735 |
| Europee 2024        | Europee 2024 | 4 738 227 | 11,90   | 12 / 96   |

## Ideologia
Il partito sostiene un forte aumento della spesa pubblica federale per investimenti nell'istruzione: lo stanziamento di un miliardo di euro per istituti tecnici e 200 milioni di euro per scuole per adulti.
Nel programma del 2013 il partito chiedeva l'istituzione di un salario minimo federale di 8,50 €/h, che viene poi implementato il 1º gennaio 2015. In seguito, ha continuato a chiedere l'aumento dei salari minimi.
I Verdi non vogliono che l'età del pensionamento salga oltre i 67 anni, mantenendo possibilità di prepensionamento in determinati casi.
Il partito sostiene la legalizzazione e la regolazione del mercato della cannabis, essendo promotore di un disegno di legge in tal senso, che assimila la cannabis al mercato degli alcolici.
Il partito è a favore delle quote rosa nei consigli di amministrazione, politiche per la parità salariale e lotta della violenza domestica. 
Per riconoscere la persecuzione che le persone LGBT subiscono in alcuni paesi, il partito dei Verdi sostiene l'estensione del diritto di asilo politico a questi ultimi.
Il partito ha come proposta principale lo sviluppo sostenibile e la protezione dell'ambiente e ritiene che questi temi siano strettamente legati ad ogni settore della società, come economia, energia e trasporti. Ritiene che la protezione degli animali debba essere un obbiettivo da mettere in Costituzione. Tra le proposte in questo senso vi è l'integrazione del codice sul diritto ambientale con una legge sul cambiamento climatico che prevedeva la riduzione delle emissioni in Germania nel 2020 del 40% rispetto al 1990.
Il partito è duramente contrario all'utilizzo dell'energia nucleare: propone lo stop immediato della costruzione e dell'uso delle centrali nucleari. Come alternativa invece propone l'uso di energia sostenibile e un programma generalizzato di risparmio energetico.
Dopo il Disastro di Černobyl', i Verdi si sono ulteriormente radicalizzati e sono diventati sempre più indisposti verso compromessi sul nucleare; tuttavia, durante il governo rosso-verde (1998-2005) molti elettori sono rimasti delusi da quello che è stato visto come compromesso nei confronti delle politiche verdi.
In merito alla Guerra Israele-Hamas, il Ministro federale dell’Agricoltura e dell’Alimentazione Cem Özdemir (ex-presidente del partito) ha criticato l'attivista svedese per il clima Greta Thunberg per la sua presenza e sostegno verso manifestazioni filo-palestinesi a Berlino, invitando tutti a riconsiderare e la loro opinioni su di lei.